# Tomás Barna
Tomás Barna (Budapest, 1927) es un periodista, escritor, poeta, ensayista, crítico de arte, dramaturgo, guionista de cine y autor y realizador de programas de radio húngaro que desarrolló su actividad tanto en Argentina como en Francia. 

## Actividad profesional
Emigró a la Argentina y en 1963 viajó a París con el auspicio de la Dirección de Cultura de Córdoba y permaneció en Francia los siguientes 25 años. En ese país hizo estudios sobre la novela francesa contemporánea y sobre los adelantos técnicos y artísticos de la radio y la televisión. Trabajó transmitiendo para América Latina y España el programa Momentos de París y al mismo tiempo escribió obras de diversos géneros.
Casado con la escritora y pintora Celina Palacios, sobrina del primer legislador socialista de América, Alfredo Lorenzo Palacios, regresó con su esposa a Argentina donde continuó con su producción literaria y artística además de dar conferencias en diversos lugares del país auspiciadas por entidades públicas y privadas como la Sociedad Argentina de Escritores, bibliotecas y direcciones de cultura sobre temas de su especialidad, como los referidos a Roberto Arlt, Leopoldo Lugones, Eduardo Mallea y Claude Debussy, entre otros. Sus colaboraciones fueron publicadas en diarios de Buenos Aires y de las provincias y en revistas como Tango y Lunfardo, de Chivilcoy, y Laurel y hojas de poesía, de Córdoba. Fue uno de los fundadores y presidente de la Asociación Cultural Argentina en París y asesor artístico de Trottoirs de Buenos Aires, tanguería sita en París que contribuyó a fundar.

## Obras
Algunas de sus publicaciones son:
- Fascinación del misterio
- Prodigios, exaltaciones y gozos
- Exploraciones, embriagueces, éxtasis
- Un albatros en el abismo
- ¡Sentir, arder, vibrar!
- Amor y plenitud en el absurdo viaje hacia la muerte
- Los intensos goces de la escritura
- Ciclos de soles, de noches y de pájaros
- Voces interiores, meditaciones, reminiscencias
- Con alma y vida
- Amor y tango en púrpura y azul
- Sueños, imágenes y sortilegios
- Diez miradas sobre el amor
- Cita en París
- Variaciones concertantes a la luz de los crepúsculos